# Ichneumon seditiosus
Ichneumon seditiosus là một loài tò vò trong họ Ichneumonidae.